# Anonima Costruzioni Aeronautiche Savoia
La Società Anonima Costruzioni Aeronautiche Savoia era un'azienda aeronautica italiana fondata  dall'imprenditore Domenico Lorenzo Santoni il 5 maggio 1913, titolare per l'Italia dei brevetti della Société des avions Henri & Maurice Farman e deputata alla costruzione su licenza dei modelli del marchio francese.
Conosciuta anche semplicemente come Savoia, come i modelli commercializzati, era stata autorizzata dalla famiglia reale Savoia a fregiarsi del nome dinastico per effetto di un brevetto reale.
Nel 1915 confluisce nella Società Idrovolanti Alta Italia (SIAI) che potrà così a sua volta fregiarsi del nome "Savoia".